# Monardella pringlei
Monardella pringlei är en kransblommig växtart som beskrevs av Asa Gray. Monardella pringlei ingår i släktet Monardella och familjen kransblommiga växter. Inga underarter finns listade i Catalogue of Life.